# Joel Fabiani
Joel Fabiani (ur. 28 września 1936 w Watsonville w stanie Kalifornia) – amerykański aktor teatralny, telewizyjny i filmowy, znany z ról charakterystycznych w operach mydlanych: Dallas, Dynastia, As the World Turns i Wszystkie moje dzieci.

## Życiorys

### Wczesne lata
Joel Fabiani urodził się w Watsonville w  Kalifornii. Praca jego ojca zmusiła rodzinę do częstej przeprowadzki, w wyniku czego Joel uczęszczał w młodości do 17 różnych szkół. Po ukończeniu szkoły średniej wstąpił do wojska, pracował jako urzędnik ordynacji. Po absolutorium, uczył się w Santa Rosa Community College i uzyskał dyplom z języka angielskiego.

### Kariera
W szkole zaczął interesować się aktorstwem. Przez dwa lata uczęszczał do Actors Workshop w San Francisco. Następnie przeniósł się do Nowego Jorku. Rozpoczął karierę sceniczną występując w off-broadwayowskich produkcji One Way Pendulum N. F. Simpsona (1961). Był dublerem Roberta Shawa i Alana Batesa w sztuce broadwayowskiej Dozorca (The Caretaker, 1962), a także zagrał na Broadwayu w kilku innych sztukach, w tym produkcji Afera (The Affair, 1962), Śmierć komiwojażera (Death of a Salesman), A Thousand Clowns, dramatach Szekspira, a także The Fringe (1964), w którym opanował brytyjski akcent na tyle dobrze, że widzowie nie mogli uwierzyć, że nie był w rzeczywistości Anglikiem. 
Pracował także w reklamach telewizyjnych. Stał się rozpoznawalny dzięki reklamie papierosów, zwykle ubrany w smoking i otoczony pięknymi dziewczynami. Grał małe role w serialach telewizyjnych, m.in. NBC Lekarze (The Doctors, 1963, 1968), religijnym CBS Spójrz w górę i na życie (Look Up and Live, 1964), operze mydlanej ABC Cienie o zmroku (Dark Shadows, 1967) oraz w odcinku pilotażowym serialu NBC Ironside (1967) jako dr Schley. W kultowym brytyjskim serialu ITC Entertainment Wydział S (Department S, 1969-70) zagrał byłego agenta FBI Stewarta Sullivana, szefa tytułowego wydziału S. W operze mydlanej CBS Dallas (1981) wystąpił jako wydawca Alex Ward. W operze mydlanej ABC Dynastia (Dynasty, 1985-1986) wcielił się w postać Króla Galena z Mołdawii, gdzie ślub jego syna, został bezceremonialnie przerwany strzelaniem na zebrany tłum przez terrorystów.  W operze mydlanej ABC Wszystkie moje dzieci (All My Children, 1999-2010) grał prawnika Barry’ego Shire.

## Życie prywatne
W 1957 związał się z aktorką Katharine Ross. 28 lutego 1960 wzięli ślub. Jednak w 1962 doszło do rozwodu.

## Filmografia

### Filmy fabularne
- 1967: Ironside (TV) jako dr Schley
- 1976: Brenda Starr (TV) jako Carlos Vegas
- 1977: W poszukiwaniu idealnego kochanka (Looking for Mr. Goodbar) jako Barney
- 1977: Dark Echo jako Bill Cross
- 1978: Kochanka prezydenta (The President’s Mistress, TV) jako Jim Gilkrest
- 1978: Tom i Joann (Tom and Joann, TV) jako Tom Hammil
- 1980: Attica (TV) jako senator Gordon Conners
- 1983: Reuben, Reuben jako dr Haxby
- 1990: Ciotka Julia i skryba (Tune in Tomorrow) jako Ted Orson
- 1998: Oczy węża (Snake Eyes) jako Charles Kirkland

### Seriale TV
- 1963: Lekarze (The Doctors) jako Joe Finch
- 1964: Spójrz w górę i na życie (Look Up and Live) jako Carter
- 1967: Bohater (The Hero) jako Trayton
- 1967: Cienie o zmroku (Dark Shadows) jako Paul Stoddard zobaczony retrospektywnie
- 1967: N.Y.P.D. jako Welbeck
- 1968: Lekarze (The Doctors) jako pacjent
- 1969-70: Wydział S (Department S) jako Stewart Sullivan
- 1972: Marcus Welby, lekarz medycyny (Marcus Welby, M.D.) jako dr Matt Willis
- 1973: Ulice San Francisco jako Matthew Starr
- 1973: F.B.I.  (The F.B.I.) jako Felton
- 1973: Banacek jako Art Woodward
- 1974: Barnaby Jones jako dr David Bellman / Larry Colter / Stephen Chadway
- 1975: Prywatny detektyw Jim Rockford (The Rockford Files) jako Thompkins
- 1975: Ulice San Francisco jako Eli Mason
- 1976: Starsky i Hutch (serial telewizyjny) jako Alexander Drew
- 1976: Córka McNaughtona (McNaughton's Daughter) jako dr Anthony Lanza
- 1976: S.W.A.T. jako Ronald Parker
- 1977: Zmiana (Switch) jako J.D. Stolvac
- 1978: Wonder Woman jako Nightingale
- 1978: Columbo jako dr Charles Hunter
- 1981: Flamingo Road jako Remington Bartlett
- 1981: Dallas jako Alex Ward
- 1984: Automan jako Alex
- 1984: Santa Barbara jako Brubaker
- 1985-86: Dynastia (Dynasty) jako król Galen z Mołdawii
- 1988: Bill Cosby Show jako Richard
- 1989: Falcon Crest jako dr Quentin King
- 1992: Napisała: Morderstwo (Murder, She Wrote) jako Boris Steloff
- 1994: Szpital miejski (General Hospital) jako Maybury
- 1994: Napisała: Morderstwo (Murder, She Wrote) jako Thornton Brewer
- 1996: Miasto (The City) jako Jared Chase
- 1997: Port Charles jako Maybury
- 1997: Feds jako kapitan Collins
- 1999-2000: As the World Turns jako pan Smith / Winston Lowe
- 1999-2010: Wszystkie moje dzieci (All My Children) jako Barry Shire
- 2000: Powrót do klasy (Strangers with Candy) jako lekarz
- 2000: Brygada ratunkowa (Third Watch) jako Minister
- 2000: Życie przede wszystkim (Strong Medicine) jako Jay Harper
- 2003: Nie ma sprawy (Ed) jako Kevin Reidy
- 2004: Prawo i porządek: Zbrodniczy zamiar (Law & Order: Criminal Intent) jako Daniel
- 2004: Prawo i bezprawie (Law & Order: Trial by Jury) jako Faber